# بالكو
بالكو (بالإنجليزية: Palco, Kansas)‏ هي مدينة تقع في مقاطعة رووكس، كانزاس بولاية كانساس في الولايات المتحدة. تبلغ مساحة هذه المدينة 0.7 (كم²)، وترتفع عن سطح البحر 694 م، بلغ عدد سكانها 277 نسمة في عام 2010 حسب إحصاء مكتب تعداد الولايات المتحدة وتصل الكثافة السكانية فيها 396.1 نسمة/كم2.

## التركيبة السكانية
قام مكتب تعداد الولايات المتحدة بتحديد بيانات التركيبة السكانية لبالكوفي تعداد الولايات المتحدة. في ما يلي، التركيبة السكانية حسب تعدادي 2000 و2010.

### تعداد عام 2000
بلغ عدد سكان بالكو 248 نسمة بحسب تعداد عام 2000، وبلغ عدد الأسر 126 أسرة وعدد العائلات 72 عائلة مقيمة في المدينة. في حين سجلت الكثافة السكانية 930.0 نسمة لكل ميل مربع (359.1/كم2). وبلغ عدد الوحدات السكنية 152 وحدة بمتوسط كثافة قدره 570.0 نسمة لكل ميل مربع (220.1/كم2).
وتوزع التركيب العرقي للمدينة بنسبة 96.37% من البيض و 1.61% من الأمريكيين الأصليين و 1.21% من الأمريكيين الأفارقة و 0.81% من عرقين مختلطين أو أكثر.
بلغ عدد الأسر 126 أسرة كانت نسبة 23.0% منها لديها أطفال تحت سن الثامنة عشر تعيش معهم، وبلغت نسبة الأزواج القاطنين مع بعضهم البعض 47.6% من أصل المجموع الكلي للأسر، ونسبة 7.1% من الأسر كان لديها معيلات من الإناث دون وجود شريك، وكانت نسبة 42.1% من غير العائلات. تألفت نسبة 41.3% من أصل جميع الأسر من أفراد ونسبة 20.6% كانوا يعيش معهم شخص وحيد يبلغ من العمر 65 عاماً فما فوق. وبلغ متوسط حجم الأسرة المعيشية 2.60، أما متوسط حجم العائلات فبلغ 1.97.
بلغ العمر الوسطي للسكان 46 عاماً. وكانت نسبة 19.0% من القاطنين تحت سن الثامنة عشر، وكانت نسبة 6.9% بين الثامنة عشر والأربعة وعشرون عاماً، ونسبة 23.0% كانت واقعةً في الفئة العمرية ما بين الخامسة والعشرون حتى والأربعة وأربعون عاماً، ونسبة 25.4% كانت ما بين الخامسة والأربعون حتى الرابعة والستون، ونسبة 25.8% كانت ضمن فئة الخامسة والستون عاماً فما فوق. يوجد لكل 100 أنثى 86.5 ذكر، ويوجد لكل 100 أنثى في الثامنة عشر من عمرها فما فوق 87.9 ذكر.
بلغ متوسط دخل الأسرة في المدينة 28,036 دولار، أما متوسط دخل العائلة فبلغ 33,500 دولار. وكان متوسط دخل الذكور 25,500 دولار مقابل 17,500 دولار للإناث. وسجل دخل الفرد الخاص بالمدينة 18,519 دولار. وكانت نسبة 5.7% من العائلات ونسبة 14.4% من السكان تحت خط الفقر، وكان من هؤلاء نسبة 19.1% تحت سن الثامنة عشر ونسبة 11.3% في الخامسة والستين من العمر وما فوق.

### تعداد عام 2010
بلغ عدد سكان بالكو 277 نسمة بحسب تعداد عام 2010، وبلغ عدد الأسر 112 أسرة وعدد العائلات 71 عائلة مقيمة في المدينة. في حين سجلت الكثافة السكانية 1,025.9 نسمة لكل ميل مربع (396.1/كم2). وبلغ عدد الوحدات السكنية 153 وحدة بمتوسط كثافة قدره 566.7 لكل ميل مربع (218.8/كم2).
وتوزع التركيب العرقي للمدينة بنسبة 94.2% من البيض و 0.4% من الأمريكيين الأصليين و 0.4% من سكان جزر المحيط الهادئ و 3.2% من الأمريكيين الأفارقة و 1.4% من عرقين مختلطين أو أكثر.
بلغ عدد الأسر 112 أسرة كانت نسبة 34.8% منها لديها أطفال تحت سن الثامنة عشر تعيش معهم، وبلغت نسبة الأزواج القاطنين مع بعضهم البعض 42.9% من أصل المجموع الكلي للأسر، ونسبة 15.2% من الأسر كان لديها معيلات من الإناث دون وجود شريك، بينما كانت نسبة 5.4% من الأسر لديها معيلون من الذكور دون وجود شريكة وكانت نسبة 36.6% من غير العائلات. تألفت نسبة 33.9% من أصل جميع الأسر من أفراد ونسبة 17.9% كانوا يعيش معهم شخص وحيد يبلغ من العمر 65 عاماً فما فوق. وبلغ متوسط حجم الأسرة المعيشية 3.11، أما متوسط حجم العائلات فبلغ 2.47.
بلغ العمر الوسطي للسكان 32.7 عاماً. وكانت نسبة 30.7% من القاطنين تحت سن الثامنة عشر، وكانت نسبة 7.2% بين الثامنة عشر والأربعة وعشرون عاماً، ونسبة 20.6% كانت واقعةً في الفئة العمرية ما بين الخامسة والعشرون حتى والأربعة وأربعون عاماً، ونسبة 22.7% كانت ما بين الخامسة والأربعون حتى الرابعة والستون، ونسبة 18.8% كانت ضمن فئة الخامسة والستون عاماً فما فوق. وتوزع التركيب الجنسي للسكان بنسبة 46.9% ذكور و53.1% إناث.

## وصلات خارجية
- The US50 - Cities and Towns in Kansas State